# Kanton Saint-Fargeau
Kanton Saint-Fargeau (fr. Canton de Saint-Fargeau) byl francouzský kanton v departementu Yonne v regionu Burgundsko. Skládal se z pěti obcí. Zrušen byl po reformě kantonů 2014.

## Obce kantonu
- Lavau
- Mézilles
- Ronchères
- Saint-Fargeau
- Saint-Martin-des-Champs